# Bienvillers-au-Bois
Bienvillers-au-Bois é uma comuna francesa na região administrativa de Altos da França, no departamento de Pas-de-Calais. Estende-se por uma área de 7,39 km². Em 2010 a comuna tinha 660 habitantes (densidade: 89,3 hab./km²).